# Ragnar Gustavsson

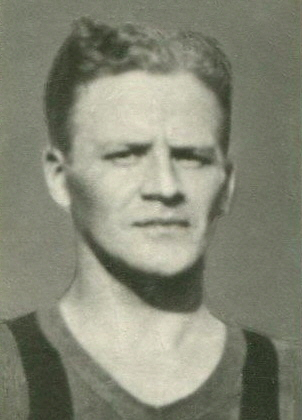
Ragnar Gustavsson (um 1935)

Ragnar Gustavsson (* 28. September 1907; † 19. Mai 1980) war ein schwedischer Fußballnationalspieler.

## Laufbahn
Gustavsson spielte für GAIS in der Allsvenskan. Außerdem war er schwedischer Nationalspieler. Für die Blågult nahm er an der Weltmeisterschaft 1934 teil und kam zu zwei Einsätzen.
| Personendaten    | Personendaten               |
| ---------------- | --------------------------- |
| NAME             | Gustavsson, Ragnar          |
| KURZBESCHREIBUNG | schwedischer Fußballspieler |
| GEBURTSDATUM     | 28. September 1907          |
| STERBEDATUM      | 19. Mai 1980                |